# Cryphia fasciata
Cryphia fasciata är en fjärilsart som beskrevs av Arnold Spuler 1905. Cryphia fasciata ingår i släktet Cryphia och familjen nattflyn. Inga underarter finns listade i Catalogue of Life.